# Димчо Димчев
Димчо Димитров Димчев е български политик от партия „Възраждане“. Народен представител в XLIX народно събрание.

## Биография
Димчо Димчев е роден на 2 ноември 1977 г. в град Толбухин, Народна република България.

## Политическа дейност
На парламентарните избори през 2023 г. е кандидат за народен представител от листата на партия „Възраждане“, водач в 10 МИР Кюстендил. Избран е за народен представител от същия многомандателен избирателен район.